# 大和遠州流
大和遠州流（やまとえんしゅうりゅう）は、小堀遠州の三男（長男が夭折したため次男とも言われる）小堀政伊に始まる小堀権十郎家に伝わった茶道の流派である。

## 概要
小堀権十郎家は1,000石の旗本で、大和遠州流は小堀本家が継承している遠州流と同様、武家茶道の一派に属する。その茶風は、千利休・古田織部が確立した「わび・さび」の気風に加え、茶室の構造・露地の態様・茶道具の取り合わせや掛け軸の選択等、茶事に関わる全てに小堀遠州の美意識を反映させた「綺麗さび」を特徴としている。後に、家元は当代で最も実力を認められた高弟に継承されていった。
明治末期に栃木県佐野市の蓼沼家本家の食客となっていたことのある17代家元の加藤一照が、当時から弟子であり明治43年に北海道留萌市に移住していた蓼沼紫英へ、昭和7年に18代家元を継承したことから、北海道に本部をおくこととなった。20代家元の蓼沼一豊が本部を会員数が最大であった札幌市に移し、現在に至る。
本部の他に、札幌・留萌・岩見沢・空知・東京・栃木・茨城・守谷・名古屋・九州の10支部がある。

## 歴代
| 代     | 名       | 号     | 庵号     | 備考 |
| ------ | -------- | ------ | -------- | ---- |
| 一     | 小堀政一 | 宗甫   | 孤篷庵   |      |
| 二     | 小堀政伊 | 蓬雪   | 鶴利尾庵 |      |
| 三     |          | 一宗   | 正蓬庵   |      |
| 四     |          | 一玄   | 白鷲庵   |      |
| 五     |          | 一蓬   | 樹楽庵   |      |
| 六     |          | 由流   | 花茶庵   |      |
| 七     |          | 正園   | 旭室斎   |      |
| 八     |          | 一政   | 信州庵   |      |
| 九     |          | 宗可   | 信松斎   |      |
| 十     |          | 一舟   | 遊喜庵   |      |
| 十一   |          | 一志   | 松郷庵   |      |
| 十二   |          | 一栄   | 寿林斎   |      |
| 十三   |          | 一鶴   | 梅林斎   |      |
| 十四   |          | 一佳   | 湊光庵   |      |
| 十五   |          | 一城中 | 随晃庵   |      |
| 十六   |          | 一葉   | 静月庵   |      |
| 十七   | 加藤一照 | 一照   | 静月庵   |      |
| 十八   | 蓼沼紫英 | 一英   | 静月庵   |      |
| 十九   | 蓼沼紫水 | 紫水   | 静月庵   |      |
| 二十   | 蓼沼一豊 | 一豊   | 静月庵   |      |
| 二十一 | 蓼沼一望 | 一望   | 静月庵   |      |